# Maratona del lago Biwa
La maratona del lago Biwa (びわ湖毎日マラソン) è una corsa su strada maschile che si tiene in Giappone ogni anno dal 1946 ed è parte del circuito IAAF Gold Label Road Race. Le prime edizioni si sono disputate ad Osaka, ma dal 1963 si è spostata nella città di Ōtsu.

## Vincitori

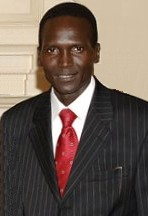
Paul Tergat

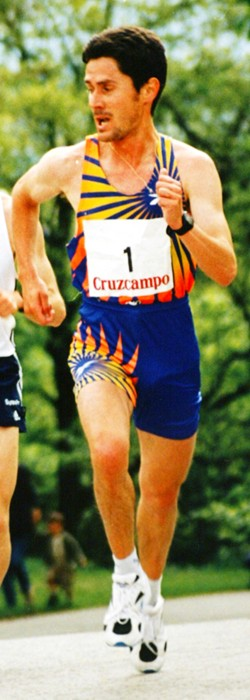
Martín Fiz

| Edizione | Data             | Vincitore            | Tempo     |
| -------- | ---------------- | -------------------- | --------- |
| 76       | 28 febbraio 2021 | Kengo Suzuki         | 2:04:56   |
| 75       | 8 marzo 2020     | Evans Chebet         | 2:07:29   |
| 74       | 10 marzo 2019    | Salah-Eddine Bounasr | 2:07:52   |
| 73       | 4 marzo 2018     | Joseph Ndirangu      | 2:07:53   |
| 72       | 5 marzo 2017     | Ezekiel Chebii       | 2:09:06   |
| 71       | 6 marzo 2016     | Lucas Rotich         | 2:09:11   |
| 70       | 1º marzo 2015    | Samuel Ndungu        | 2:09:08   |
| 69       | 2 marzo 2014     | Bazu Worku           | 2:09:10   |
| 68       | 3 marzo 2013     | Vincent Kipruto      | 2:08:34   |
| 67       | 4 marzo 2012     | Samuel Ndungu        | 2:07:04   |
| 66       | 6 marzo 2011     | Wilson Kipsang       | 2:06:13   |
| 65       | 7 marzo 2010     | Yemane Tsegay        | 2:09:34   |
| 64       | 1º marzo 2009    | Paul Tergat          | 2:10:22   |
| 63       | 2 marzo 2008     | Mubarak Hassan Shami | 2:08:23   |
| 62       | 4 marzo 2007     | Samson Ramadhani     | 2:10:43   |
| 61       | 5 marzo 2006     | José Ríos            | 2:09:15   |
| 60       | 6 marzo 2005     | Joseph Riri          | 2:09:00   |
| 59       | 7 marzo 2004     | José Ríos            | 2:07:42   |
| 58       | 2 marzo 2003     | Japhet Kosgei        | 2:07:39   |
| 57       | 3 marzo 2002     | Ryūji Takei          | 2:08:35   |
| 56       | 4 marzo 2001     | Antoni Peña          | 2:07:34   |
| 55       | 5 marzo 2000     | Martín Fiz           | 2:08:14   |
| 54       | 7 marzo 1999     | Martín Fiz           | 2:08:50   |
| 53       | 1º marzo 1998    | Muneyuki Ojima       | 2:08:43   |
| 52       | 2 marzo 1997     | Martín Fiz           | 2:08:05   |
| 51       | 3 marzo 1996     | Joaquim Pinheiro     | 2:09:32   |
| 50       | 19 marzo 1995    | Yūji Nakamura        | 2:10:49   |
| 49       | 6 marzo 1994     | Kenichi Suzuki       | 2:11:05   |
| 48       | 14 marzo 1993    | Mike O'Reilly        | 2:11:01   |
| 47       | 15 marzo 1992    | Mike O'Reilly        | 2:13:15   |
| 46       | 10 marzo 1991    | Simon Mrashani       | 2:11:34   |
| 45       | 11 marzo 1990    | Eddy Hellebuyck      | 2:13:03   |
| 44       | 12 marzo 1989    | Tōru Kozasu          | 2:14:31   |
| 43       | 13 marzo 1988    | Toshihiko Seko       | 2:12:41   |
| 42       | 8 marzo 1987     | Fumiaki Abe          | 2:11:08   |
| 41       | 9 marzo 1986     | Toshihiro Shibutani  | 2:14:55   |
| 40       | 10 marzo 1985    | Fumiaki Abe          | 2:11:04   |
| 39       | 11 marzo 1984    | Tetsuji Iwase        | 2:14:24   |
| 38       | 13 marzo 1983    | Kōshirō Kawaguchi    | 2:13:22   |
| 37       | 14 marzo 1982    | Michio Mizukubo      | 2:15:23   |
| 36       | 15 marzo 1981    | Masao Matsuo         | 2:14:38   |
| 35       | 23 marzo 1980    | Hiroshi Yuge         | 2:14:33   |
| 34       | 15 aprile 1979   | Shigeru So           | 2:13:26   |
| 33       | 23 aprile 1978   | Takeshi So           | 2:15:15   |
| 32       | 17 aprile 1977   | Karel Lismont        | 2:14:08   |
| 31       | 18 aprile 1976   | Akio Usami           | 2:15:22   |
| 30       | 20 aprile 1975   | Akio Usami           | 2:12:40   |
| 29       | 21 aprile 1974   | Akio Usami           | 2:13:24   |
| 28       | 18 marzo 1973    | Frank Shorter        | 2:12:03   |
| 27       | 19 marzo 1972    | Akio Usami           | 2:20:24   |
| 26       | 21 marzo 1971    | Yoshiaki Unetani     | 2:16:45.4 |
| 25       | 12 aprile 1970   | Bill Adcocks         | 2:13:46   |
| 24       | 11 maggio 1969   | Kazuo Matsubara      | 2:22:44   |
| 23       | 14 aprile 1968   | Akio Usami           | 2:13:49   |
| 22       | 14 maggio 1967   | Yoshirō Mifune       | 2:25:53   |
| 21       | 5 giugno 1966    | Yoshirō Mifune       | 2:26:01.6 |
| 20       | 9 maggio 1965    | Abebe Bikila         | 2:22:55.8 |
| 19       | 12 aprile 1964   | Kenji Kimihara       | 2:17:11.4 |
| 18       | 12 maggio 1963   | Kenji Kimihara       | 2:20:24.8 |
| 17       | 13 maggio 1962   | Masayuki Nagata      | 2:27:37   |
| 16       | 25 giugno 1961   | Abebe Bikila         | 2:29:27   |
| 15       | 15 maggio 1960   | Nobuyoshi Sadanaga   | 2:34:57   |
| 14       | 10 maggio 1959   | Kurao Hiroshima      | 2:30:06   |
| 13       | 11 maggio 1958   | Takayuki Nakao       | 2:25:51   |
| 12       | 3 maggio 1957    | Kurao Hiroshima      | 2:31:20   |
| 11       | 6 maggio 1956    | Yoshiaki Kawashima   | 2:27:45   |
| 10       | 8 maggio 1955    | Kurao Hiroshima      | 2:26:32   |
| 9        | 16 maggio 1954   | Hideo Hamamura       | 2:27:56   |
| 8        | 10 maggio 1953   | Hiroshi Uwa          | 2:41:28   |
| 7        | 4 maggio 1952    | Yoshitaka Uchikawa   | 2:29:54.4 |
| 6        | 6 maggio 1951    | Tadashi Asai         | 2:32:41   |
| 5        | 7 maggio 1950    | Giichi Noda          | 2:37:25   |
| 4        | 4 maggio 1949    | Saburō Yamada        | 2:40:32   |
| 3        | 9 maggio 1948    | Shinzō Koga          | 2:40:05   |
| 2        | 18 maggio 1947   | Shinzō Koga          | 2:43:17   |
| 1        | 10 febbraio 1946 | Shinzō Koga          | 2:44:57   |